# Sudamericano de Rugby C 2014
El Sudamericano de Rugby C del 2014 fue la tercera edición del torneo de selecciones afiliadas a la Confederación Sudamericana (CONSUR) de la división C y se celebró en Panamá. También se le denominó Centro Sudamericano de Rugby ya que los 4 participantes son de esa zona.
La Unión Panameña de Rugby que por primera vez organizó y participó oficialmente de un torneo de CONSUR recibió a Costa Rica, a El Salvador y a Guatemala; además, en los 2 últimos días del evento también se llevó a cabo un torneo de seven femenino entre Costa Rica, El Salvador, México, Nicaragua y Panamá que presentó dos selecciones Panamá azul y Panamá rojo

## Equipos participantes
- Selección de rugby de Costa Rica (Los Ticos)
- Selección de rugby de El Salvador (Los Torogoces)
- Selección de rugby de Guatemala (Los Jaguares)
- Selección de rugby de Panamá (Diablos Rojos)

## Posiciones
| Pos. | Equipo      | Encuentros | Encuentros | Encuentros | Encuentros | Tantos  | Tantos    | Tantos     | Puntos |
| Pos. | Equipo      | jugados    | ganados    | empatados  | perdidos   | a favor | en contra | diferencia | Puntos |
| ---- | ----------- | ---------- | ---------- | ---------- | ---------- | ------- | --------- | ---------- | ------ |
| 1    | El Salvador | 3          | 2          | 0          | 1          | 70      | 40        | + 30       | 6      |
| 2    | Guatemala   | 3          | 2          | 0          | 1          | 64      | 58        | + 6        | 6      |
| 3    | Costa Rica  | 3          | 2          | 0          | 1          | 54      | 51        | + 3        | 6      |
| 4    | Panamá      | 3          | 0          | 0          | 3          | 32      | 71        | - 39       | 0      |

Nota: Se otorgan 3 puntos al equipo que gane un partido, 1 al que empate y 0 al que pierda

## Resultados

### Primera fecha
| 5 de octubre 10:00 | Costa Rica | 18 - 10 | Panamá | Ciudad Deportiva Kiwanis, Clayton, Panamá |                              |
|                    |            | Reporte |        | Árbitro(s): Murillo Bragotto              | Árbitro(s): Murillo Bragotto |

| 5 de octubre 11:45 | Guatemala | 23 - 17 | El Salvador | Ciudad Deportiva Kiwanis, Clayton, Panamá |                          |
|                    |           | Reporte |             | Árbitro(s): Héctor Serna                  | Árbitro(s): Héctor Serna |

### Segunda fecha
| 8 de octubre | Costa Rica | 14 - 24 | El Salvador | Ciudad Deportiva Kiwanis, Clayton, Panamá |  |
|              |            | Reporte |             |                                           |  |

| 8 de octubre | Guatemala | 24 - 19 | Panamá | Ciudad Deportiva Kiwanis, Clayton, Panamá |  |
|              |           | Reporte |        |                                           |  |

### Tercera fecha
| 11 de octubre | El Salvador | 29 - 3 | Panamá | Ciudad Deportiva Kiwanis, Clayton, Panamá |  |
|               |             |        |        | Árbitro(s): Murillo Bragotto              |  |

| 11 de octubre | Guatemala | 17 - 22 | Costa Rica | Ciudad Deportiva Kiwanis, Clayton, Panamá |  |

| Bandera de El Salvador |
| Campeón El Salvador    |
| Primer título          |

## Seven femenino
En los días 10 y 11 de octubre se realizó un torneo de seven femenino entre 6 selecciones. El título fue para las mexicanas, la selección invitada de la NACRA que derrotó en la final a las costarricenses 25 a 5, el tercer puesto fue para las de El Salvador quienes vencieron a Panamá Rojo por 12 a 7; y el quinto puesto lo consiguió Nicaragua al ganarle a Panamá Azul por 12 a 10.